# Urceolella
Urceolella Boud. – rodzaj grzybów z typu workowców Ascomycota.

## Systematyka i nazewnictwo
Pozycja w klasyfikacji według Index Fungorum
Incertae sedis, Helotiales, Leotiomycetidae, Leotiomycetes, Ascomycota, Fungi.
Gatunki występujące w Polsce
- Urceolella crispula (P. Karst.) Boud. 1907
- Urceolella hirta (Velen.) Svrček, J.R. De Sloover & Baral 2009
- Urceolella papillaris (Bull.) Boud. 1907

Nazwy naukowe według Index Fungorum. Wykaz gatunków według M.A. Chmiel.